# Bidessodes elongatus
Bidessodes elongatus är en skalbaggsart som först beskrevs av Sharp 1882.  Bidessodes elongatus ingår i släktet Bidessodes och familjen dykare. Inga underarter finns listade i Catalogue of Life.